# Fernand van den Corput
Fernand Louis Henri François Joseph Van den Corput (Brussel, 11 juli 1872 - Ukkel, 17 januari 1948) was een Belgisch politicus voor de Katholieke Partij.

## Biografie

### Familie
Fernand van den Corput was een zoon van Édouard van den Corput, doctor in de geneeskunde, senator en hoogleraar aan de Université libre de Bruxelles, en Louise Hay.
Hij trouwde in 1900 in Itterbeek met Adrienne (Fernande) du Toict (1879-1946). Ze kregen een zoon en vijf dochters.
- Marie-Thérèse van den Corput (1901-1991), trouwde in 1922 in Assenois met baron Michel le Pelletier de Glatigny (1889-1932). Ze kregen een zoon en vier dochters, met afstammelingen tot heden.
- Sabine van den Corput (1903-1992), trouwde in 1923 in Assenois met graaf Daniel d'Audiffret (1892-1950). Ze kregen twee zoons en vier dochters, met afstammelingen tot heden. Ze hertrouwde in 1951 in Brussel met Noël Henry de Villeneuve (1903-1985). Het huwelijk bleef kinderloos.
- Christiane van den Corput (1906-1978), trouwde in 1929 in Assenois met graaf Victor de Marchant et d'Ansembourg (1898-1980), kamerheer van de groothertog van Luxemburg, zoon van graaf Amaury de Marchant et d'Ansembourg, kamerheer van de groothertogin van Luxemburg en koningin van Nederland, burgemeester van Tuntange, Luxemburgs volksvertegenwoordiger en diplomaat. Ze kregen zeven zoons en een dochter, met afstammelingen tot heden.
- Anne-Marie (Annick) van den Corput (1907-1970), trouwde in 1926 in Assenois met graaf Albert de Briey (1893-1964), zoon van graaf Camille de Briey, volksvertegenwoordiger en gouverneur van Luxemburg. Ze kregen twee zoons en vier dochters, met afstammelingen tot heden.
- Marie-Noële van den Corput (1911-1997), trouwde in 1933 in Aarlen met graaf François d'Alcantara de Querrieu (1910-1940), zoon van graaf Juan (Jean) d'Alcantara de Querrieu, burgemeester van Bachte-Maria-Leerne, provincieraadslid van Oost-Vlaanderen en consul in Amiens, en broer van graaf Pierre d'Alcantara de Querrieu, verzetsstrijder. Ze kregen vijf dochters, met afstammelingen tot heden.

### Loopbaan
Van den Corput promoveerde tot doctor in de rechten aan de ULB en vestigde zich als advocaat. Hij werd katholiek volksvertegenwoordiger voor het arrondissement Aarlen (1921-1932) en voor het arrondissement Neufchâteau (1946-1948). Hij was eveneens van 1932 tot 1945 gouverneur van Luxemburg. Tijdens de oorlog werd hij verhinderd zijn ambt uit te oefenen.
In 1919 werd hij opgenomen in de Belgische adel.